# 11777 Hargrave
A 11777 Hargrave (ideiglenes jelöléssel 3526 T-3) a Naprendszer kisbolygóövében található aszteroida. Cornelis Johannes van Houten,  Ingrid van Houten-Groeneveld és Tom Gehrels fedezte fel 1977. október 16-án.